# It's a Laugh Productions

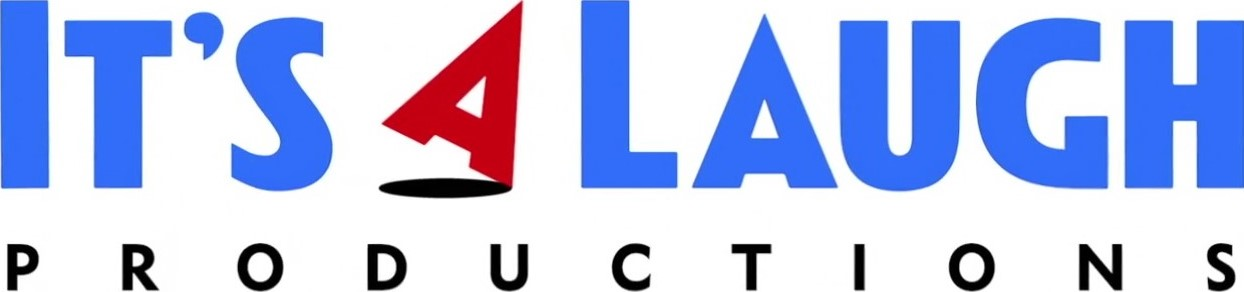
Logo-ul companiei It's a Laugh Productions din anul 2019

It's a Laugh Productions este o companie de producție deținută de Disney Branded Television care produce seriale pentru copii. A fost fondată de Don Mink și Amy Rabins pe 3 noiembrie 2003. Printre cele mai cunoscute producții ale sale sunt Zack și Cody, ce viață minunată (The Suite Life of Zack & Cody) și Hannah Montana.

## Seriale
1. Zack și Cody, ce viață minunată (The Suite Life of Zack & Cody) - (2005-2008)
2. Hannah Montana - (2006-2011)
3. Cory la casa albă (Cory in the House) - (2007-2008)
4. Magicienii din Waverly Place (The Wizards of Waverly Place) - (2007-2012)
5. O viață minunată pe punte (The Suite Life on Deck) - (2008-2011)
6. Sonny și Steluța ei norocoasă (Sonny with a Chance) - (2009-2011)
7. Jonas L.A. - (2009-2010)
8. Sunt în formație (I'm the Band) - (2009-2011)
9. Baftă Charlie (Good Luck Charlie) - (2010-2014)
10. Perechea de regi (Pair of Kings) - (2010-2013)
11. Totul pentru dans (Shake It Up) - (2010-2013)
12. Bobocii isteți (A.N.T. Farm) - (2011-2014)
13. La Întâmplare! (So Random!) - (2011-2012)
14. Bătăușii Wasabi (Kickin' It) - (2011-2015)
15 Jessie - (2011-2015)
16. Austin & Ally (Austin & Ally) - (2011-2016)
17. Copiii Bionici (Lab Rats) - (2012-2016)
18. Crash & Bernstein (Crash & Bernstein) - (2012-2014)
19. Cățelul blogger (Dog with a Blog) - (2012-2015)
20. Liv și Maddie (Liv and Maddie) - (2013-2017)
21. Medici pentru eroi (Mighty Med) - (2013-2015)
22. Nu-i vina mea! (I Didn't Do It) - (2014-2015)
23. Riley și restul lumii (Girl Meets World) - (2014-2017)
24. K.C. sub acoperire (K.C. Undercover) - (2015-2018)
25. Cele mai bune prietene oricând (Best Friends Whenever) -  (2015-2016)
26. Viața ca un joc video (Gamer's Guide to Pretty Much Everything) - (2015-2017)
27. Tabăra cu peripeții (Bunk'd) - (2015-2024)
28. Copiii Bionici: Forța de elită (Lab Rats: Elite Force) - (2016)
29. Bizaardvark - (2016-2019)
30. Casa lui Raven (Raven's Home) - (2017-2023)
31. Coop și Cami întreabă lumea (Coop & Cami Ask the World) - (2018-2020)
32. Sydney și Max (Sydney to the Max) - (2019-2021)
33. Antieroii din Valley View (The Villains of Valley View) - (2022-2023)
34. Wizards Beyond Waverly Place - (2024-prezent)